# 房水
房水（英語：Aqueous humor），又称水狀液，中医古称神水，是充满眼球眼房（前房和后房），介于角膜和晶狀體之間的无色透明水样液体，似血浆却仅含少量蛋白质，由睫状体的无色素上皮细胞分泌，具有屈光、为眼内组织提供营养和氧气、排出其代谢产物和维持眼内压等功能；其总体积大约 0.31mL（前房0.25+后房0.06），平均分泌的速度约 2.4±0.6µL/min（0.0024mL/min）。

## 成分
房水的成分与血浆类似，但其中抗坏血酸、丙酮酸、乳酸等的浓度更高，而蛋白、糖和一些代谢废物的浓度更低。如果前房内发生炎症反应，房水中也可能出现细胞或其它有形成分，形成廷得耳效應（Tyndall effect）。

## 功能
房水向眼内的一些无血管组织提供营养，例如晶状体和角膜。房水的生成和排出的动态平衡是维持眼压的重要方式，大部分治疗青光眼的药物通过控制房水的生成或者排出来降低眼压。

## 外部連結
- auge
- Gross Anatomy Image